# Дворец Абрамовичей (Вильнюс)
Дворе́ц Абрамо́вичей (лит. Abramavičių rūmai) — дворец, в архитектурном облике которого сочетаются черты барокко и раннего классицизма, в Старом городе Вильнюса на улице Диджёйи (Didžioji g. 36), рядом с костёлом Святого Казимира и Ратушей. Дворец является памятником архитектуры республиканского значения (AtR 38) и охраняется государством; код в Регистре культурных ценностей Литовской Республики 744. В настоящее время здесь располагается Вильнюсская консерватория имени Юозаса Таллат-Кялпши.

## История
В 1697 году на этом участке находились постройки, принадлежавшие купцу Христофору Сташкевичу. В 1790 году они перешли в собственность Абрамовичей и были в 1801—1806 годах по проекту архитектора Мартина Кнафкуса перестроены в дворец в стиле раннего классицизма. Владас Дрема называет дворец едва ли не самым красивым произведением Кнакфуса, но датирует 1780 годом
Владельцы несколько раз менялись. В 1815 году здание купил Ванькович и подарил дочерям. В 1840 году после смерти жены дворец унаследовал граф Мостовский.
В первой половине XIX века во дворце было 22 больших и 11 маленьких комнат, отапливавшихся 28 печами. Во дворе была конюшня на 15 лошадей. Располагавшийся рядом с дворцом костёл в 1832 году был отдан под православную церковь, в 1844 году храм стал кафедральным собором Святого Николая, а дворец в том же году (или в 1843 году) перешёл во владение православного митрополита Иосифа (Семашко). По проекту архитектора Томаша Тышецкого в 1853—1860 годах дворец реконструировался.
В этом дворце жил и работал святитель Тихон (Беллавин), в 1914—1917 годах возглавлявший Литовскую епархию в сане архиепископа Виленского и Литовского (с августа 1915 года находился в эвакуации).

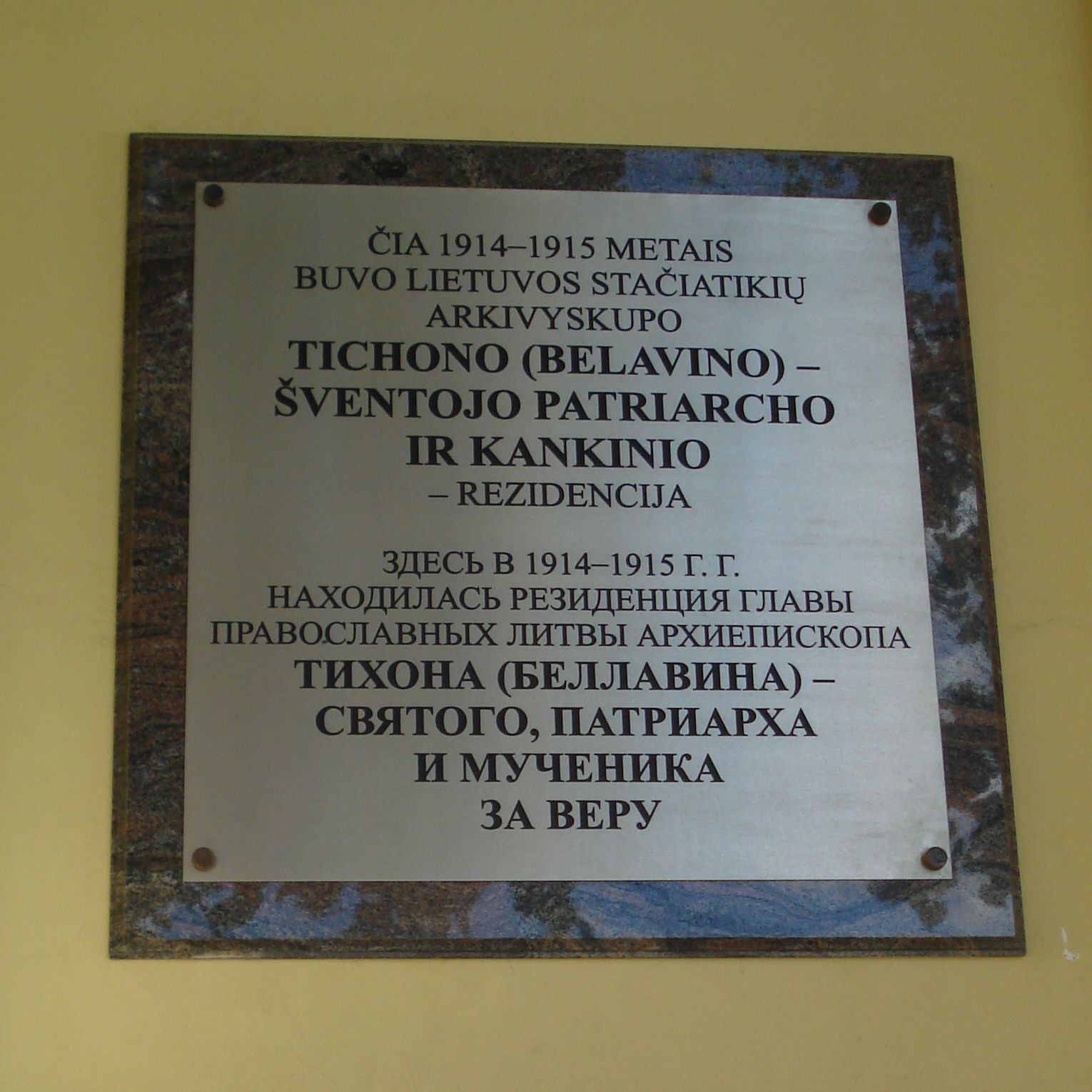
Мемориальная плита в память Тихона (Беллавина)

С 1916 года в этом здании были жилые квартиры. В 1922 году дворец перешёл в собственность иезуитов. Часть здания принадлежала Лиге рабочих, в ней был устроен кинотеатр „Jutrzenka“.
После Второй мировой войны в этом здании разместилось музыкальное училище имени Юозаса Таллат-Кялпши; ныне здание занимают Вильнюсская консерватория имени Юозаса Таллат-Кялпши (Didžioji g. 36) и факультет искусств Вильнюсской коллегии (Didžioji g. 38).
19 февраля 2007 года на боковом северном фасаде главного корпуса бывшего архиерейского дома была открыта и освящена мемориальная плита с текстом на литовском и русском языках, напоминающая о том, что в этом здании находилась резиденция «главы православных Литвы архиепископа Тихона (Беллавина) — Святого, Патриарха и Мученика за веру». В открытии и освящении памятной доски приняли участие руководитель Общество православного просвещения в Литве «Живой колос» журналист Ирина Арефьева, мэр города Артурас Зуокас, член совета Вильнюсского городского самоуправления Лариса Дмитриева, священник Владимир Селявко, первый секретарь Посольства Российской Федерации в Литовской Республике А. М. Клим.

## Архитектура

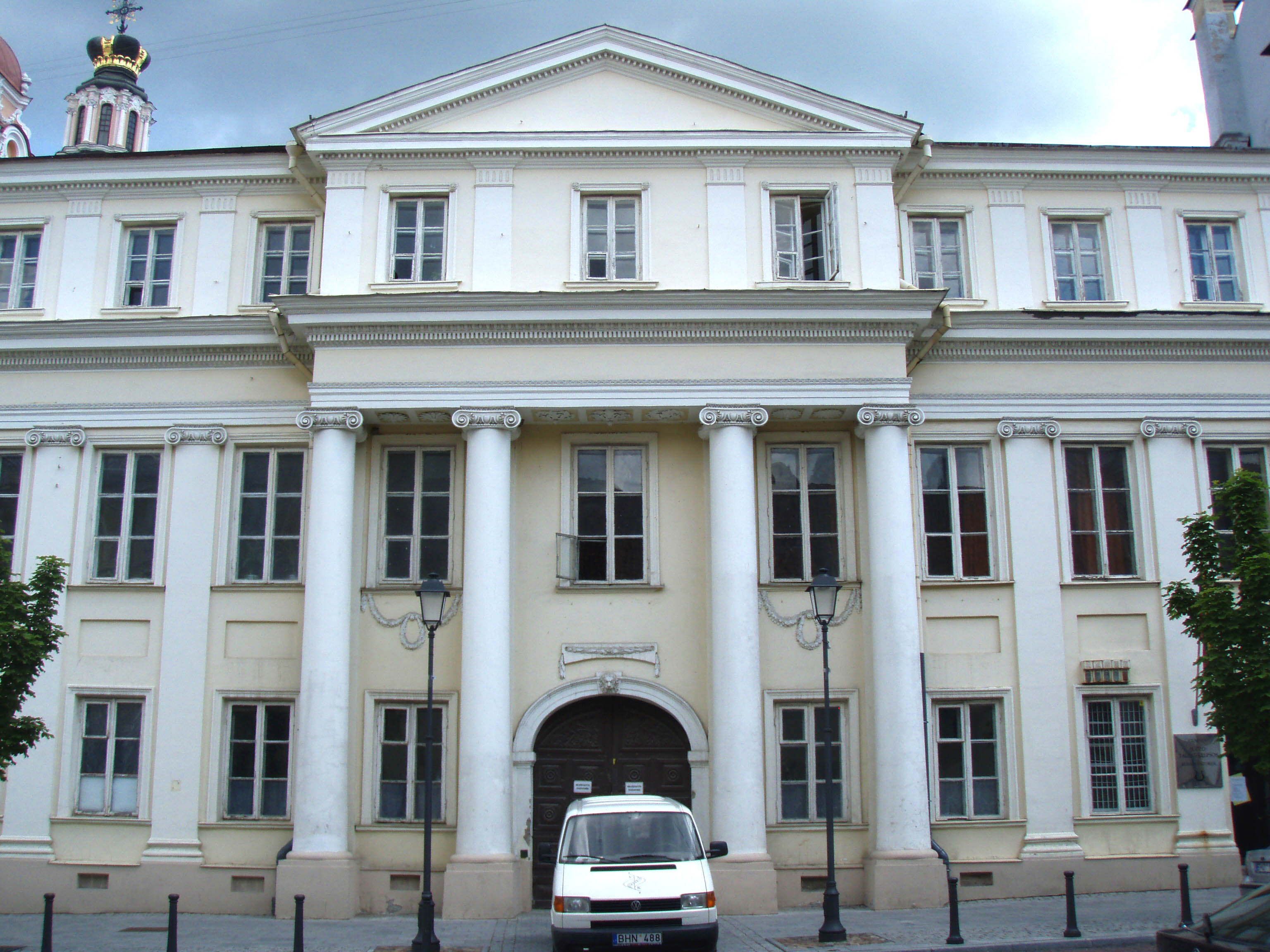
Главный фасад

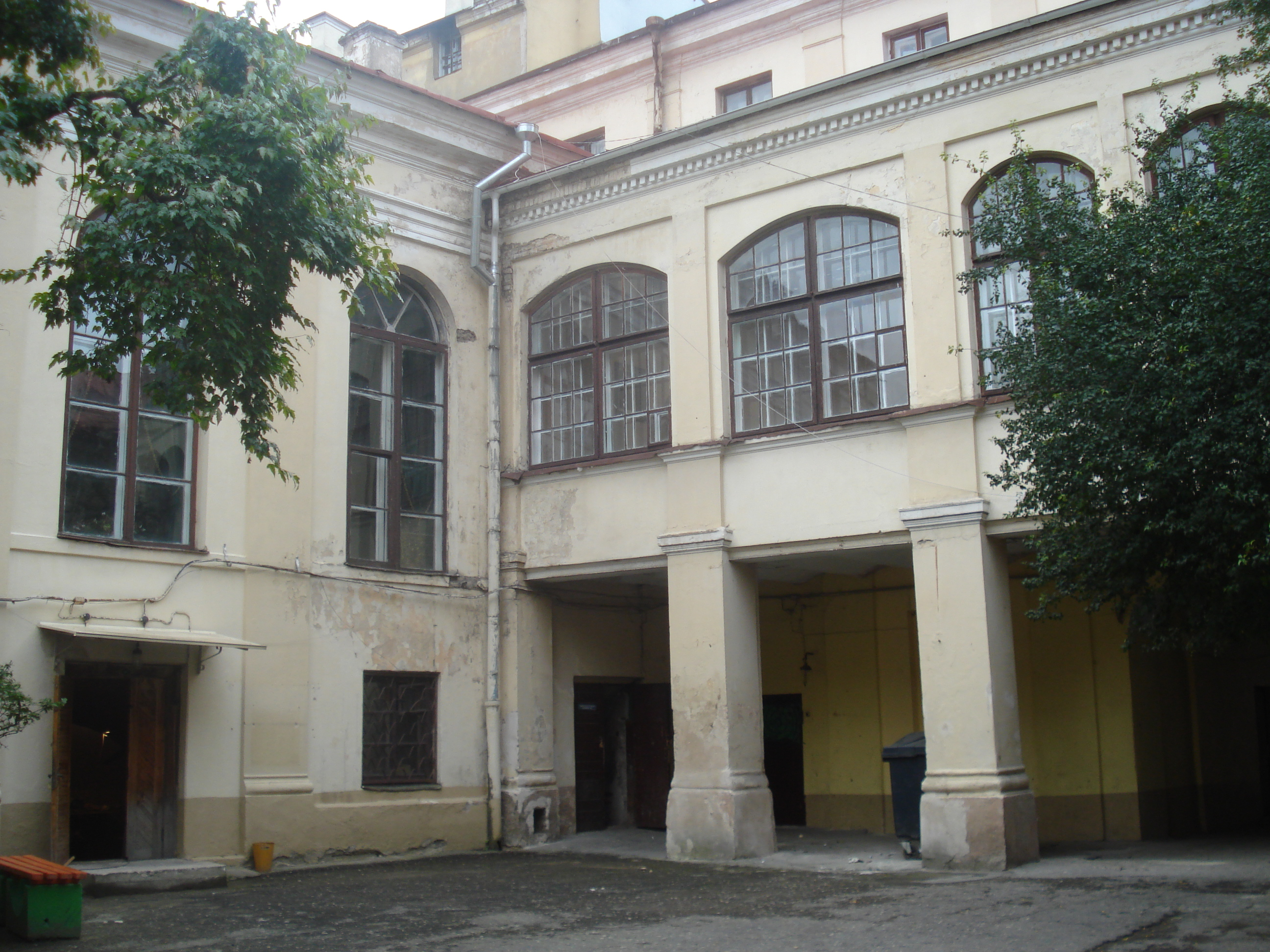
Фасады во дворе

Четыре корпуса дворца различной величины окружают двор почти прямоугольной формы. Во двор ведут два въезда — репрезентативный в главном западном корпусе, выходящем на улицу Диджёйи, и подсобный в восточном корпусе, выходящем на улицу Швянто Казимиро. С юга к дворцу Абрамовичей примыкают жилые дома, с севера — здания ансамбля костёла Святого Казимира и иезуитского монастыря.
Южный, северный и восточный корпуса дворца двухэтажные. Главный западный корпус трёхэтажный. Он симметричный и выдержан в формах раннего классицизма. Центральную часть выделяет портик с четырьмя колоннами ионического ордера с широким антаблементом, разделяющим второй и третий этажи. Выступ третьего этажа над портиком завершается треугольным фронтоном. В средней части портика расположена широкая арка ворот. Своды портика украшают розетки, на плоскостях между этажами размещены две рельефные гирлянды.
Между окнами на двух нижних этажах ионические пилястры. Низкие пилястры с мотивом триглифа вместо капителей имеются и на третьем этаже. С южной стороны главного корпуса, выходящего на двор, массивные четырёхугольные колонны поддерживают галерею. Декор северного фасада западного корпуса такой же (но без портика).